# Raión de Sovétskaya (Krasnodar)
El raión de Sovétskaya (en ruso: Советский район, Sovetski raion) fue una división administrativa de los krais de Azov-Mar Negro y Krasnodar de la República Socialista Federativa Soviética de Rusia de la Unión de Repúblicas Socialistas Soviéticas entre los años 1934 y 1962. Su centro administrativo era la stanitsa Sovétskaya.

## Historia
El raión de Sovétskaya fue fundado el 28 de diciembre de 1934 en la composición del krai de Azov-Mar Negro. Lo componían el raión 5 selsoviets: Beskorbnenski, Griaznushenski, Sovetski, Soyuz 5 jutorov y Steblitski. 13 de septiembre de 1937 pasó a formar parte del nuevo krai de Krasnodar. 
El 28 de abril de 1962, el raión de Sovétskaya fue disueltoy su territorio pasó a formar parte del nuevo raión de Novokubansk.